# Eager to Please
Eager to Please är Ken Hensleys andra soloalbum (under eget namn) från 1975.
Skivan var egentligen ett projekt tillsammans med basisten Mark Clarke (som skrivit Uriah Heeps låt "The Wizard" tillsammans med Hensley under en kort session i bandet). Skivan har en mer country-aktig ton än någon annan av Hensleys skivor tack vare steel guitar av B.J. Cole. Förutom Hensley (sång, gitarr, keyboard), Clarke (bas, sång) och Cole medverkar Bugs Remperton (trummor) samt Ray Warleigh (saxofon).

## Låtlista
Samtliga låtar skrivna av Ken Hensley, om annat inte anges.
1. "Eager to Please" - 4:51
2. "Stargazer" (Bottomley/Mark Clarke) - 3:46
3. "Secret" - 4:02
4. "Through the Eyes of a Child" - 2:16
5. "Part Three" - 3:46
6. "The House on the Hill" - 3:17
7. "Winter or Summer" - 2:58
8. "Take and Take" - 3:42
9. "Longer Shadows" - 3:32
10. "In the Morning" (Mark Clarke) - 2:34
11. "How Shall I Know" - 3:59